# Eunica alcmena
Eunica alcmena är en fjärilsart som beskrevs av Doubleday 1847. Eunica alcmena ingår i släktet Eunica och familjen praktfjärilar. Inga underarter finns listade i Catalogue of Life.

## Bildgalleri

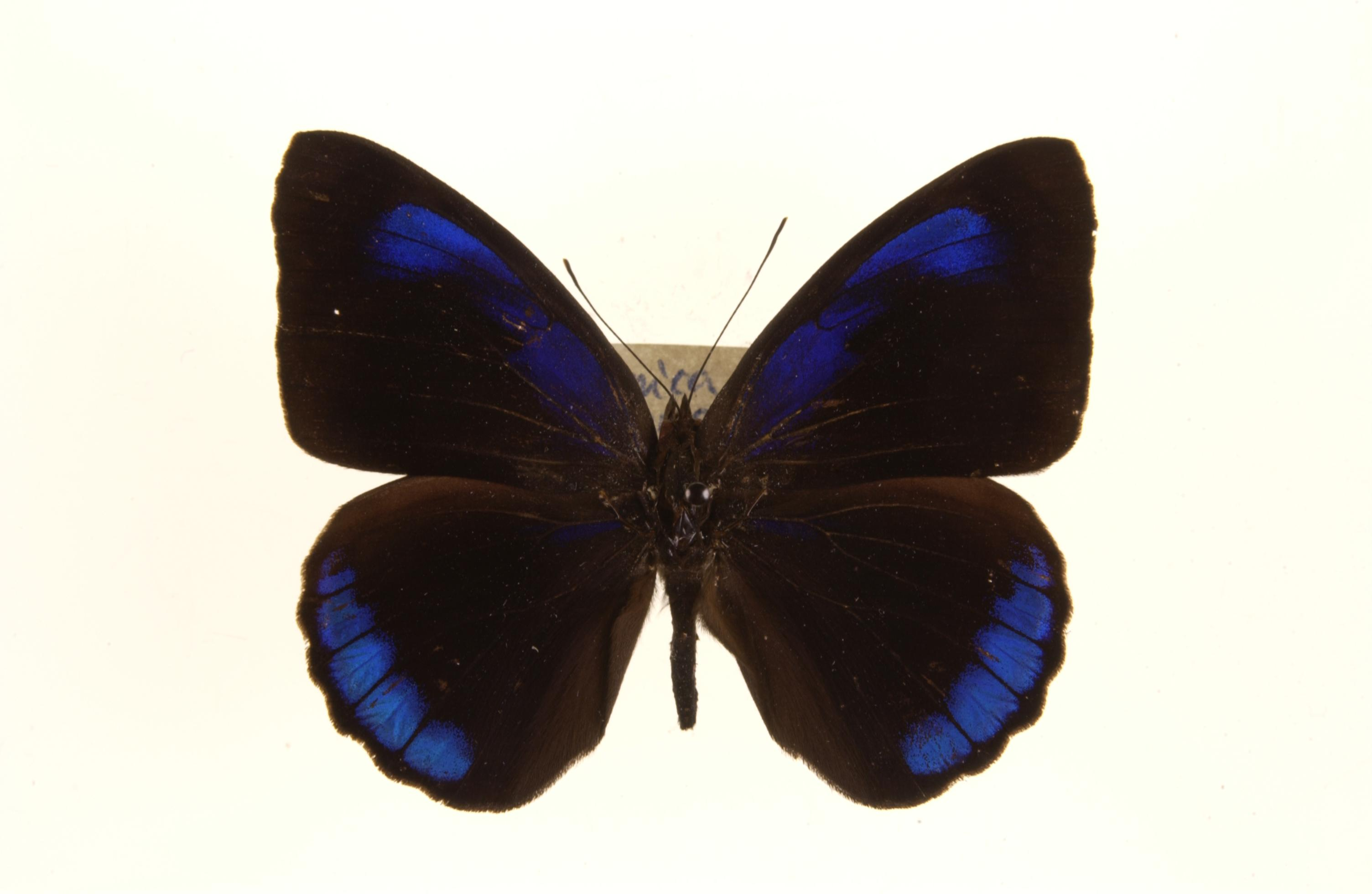